# Ashkhen
Ashkhen a menudo conocida como la reina Ashkhen (en armenio: Աշխեն; negro azulado), fue la reina del antiguo reino de Armenia y miembro de la dinastía arsácida por matrimonio con el rey Tiridates III de Armenia.

## Orígenes
Ashkhen era de origen sármata. Ella era hija del rey de los alanos, Axidares, y una consorte desconocida. Ashkhen nació en una fecha desconocida entre 260 y 280 aproximadamente y se crio en el Reino de Alani. Poco se sabe sobre sus primeros años de vida, antes de casarse con Tiridates III.

### Nombres
El nombre Ashkhen es un nombre armenio femenino que deriva de la palabra akhsen, "gris", o Zend akhsaena, que significa "negro" o "negro azulado".

## Biografía
Tiridates III fue rey de Armenia entre 287 y 330. En el año 297, Tiridates III se casó con Ashkhen cuando Tiridates III tuvo su garantía de autonomía armenia del Romano y se vio libre del Tramado sasánida y cesaron las incursiones de las tribus caucásicas. Cuando Tiridates III mandó a buscar a Ashkhen para que se casara con ella, envió a su general Smbat, que era el padre de Bagarat para traer a Ashkhen desde el Reino de Alani. Cuando Ashkhen llegó a Armenia, Tiridates III ordenó que Ashkhen fuera inscrita como una arsácida para ser investida de púrpura y coronada con el fin de convertirse en la esposa del rey. A Ashkhen se le otorgaron los títulos de Arsácida y Reina. Estos títulos que recibió Ashkhen se utilizaron para expresar los más altos honores a los que podía ser elevada una mujer en Armenia. Con él, Ashkhen tuvo tres hijos: un hijo llamado Cosroes III, una hija llamada Salomé y una hija sin nombre que se casó con San Husik I, uno de los primeros catholicós de la Iglesia apostólica armenia.
Ashkhen, Tiridates, su cuñada Khosrovidukht, y sus hijos con muchos armenios de la época eran seguidores de la religión del zoroastrismo. El zoroastrismo era la religión principal del estado armenio. En el reinado de Tiridates se produjeron persecuciones cristianas en todo el Imperio romano. Como su marido era aliado de Roma, participó en ellas. Tiridates III ordenó la ejecución de muchos cristianos, que se oponían a rendir culto a las distintas religiones paganas en el Imperio romano. Estos cristianos, a los que Tiridates III había perseguido duramente, vivían en Armenia o habían huido al país para escapar de las masacres religiosas. Entre sus víctimas, Tiridates III fue responsable del martirio de las monjas Hripsimeyan y de condenar a Gregorio el iluminador al Khor Virap, una profunda mazmorra subterránea.
Una leyenda dice que después de que Khosrovidukht persuadió a Tiridates para que liberara al cristiano Gregorio el Iluminador (más tarde considerado el santo patrón armenio), a quien había encarcelado, Gregorio lo curó de su locura y Tiridates se convirtió y declaró el cristianismo como la religión oficial del estado de Armenia, y se convirtió en la primera nación en adoptar oficialmente el cristianismo. Algún tiempo después del bautismo de Tiridates III, Gregorio bautizó a la familia de Tiridates III, incluidos Ashkhen, toda su corte y su ejército en el río Éufrates. 

## Muerte
Hacia el final de su vida, Ashkhen y su cuñada Khosrovidukht se retiraron al castillo de Garni. Ashkhen junto con Khosrovidukht son considerados figuras prominentes en la sociedad armenia y son figuras femeninas importantes del cristianismo en Armenia. Se desconoce en que año fallece.
Hoy en día, Ashkhen, Tiridates III y Khosrovidukht son santos de la Iglesia apostólica armenia.